# Glacier du Montferrat
Le glacier du Montferrat est un glacier des Pyrénées situé dans le massif du Vignemale, sur le versant nord-est de la frontière franco-espagnole dans le département des Hautes-Pyrénées en région Occitanie.

## Géographie
Le glacier du Montferrat est un petit glacier suspendu situé sous le Montferrat. Il est niché sur une dalle calcaire à forte pente, entre 2 700 et 2 850 mètres d'altitude. Les avalanches qui se détachent du glacier finissent leur course 700 mètres plus bas, au lieu dit Le Pont de Neige.
Ses eaux de fonte alimentent le gave d'Ossoue.

## Histoire
Le glacier du Montferrat a été peu étudié, mais comme étant situé tout proche du glacier d'Ossoue, on peut retracer son évolution sur de nombreuses photos.
Limité par le gradin rocheux, le glacier a plus évolué en épaisseur qu'en longueur. À la fin du petit âge glaciaire le glacier faisait 0,05 km2 et formait un impressionnant mur de séracs. Les séracs ont perduré jusqu'au milieu des années 1980, à partir de quand la fonte s'est rapidement accélérée. Au début des années 2020, sa surface très dentelée et les rochers perçant la glace laissent penser que l'épaisseur du glacier est faible. C'est un glacier résiduel dont la superficie actuelle est de 0,03 km2.